# Cleomedes (kráter)

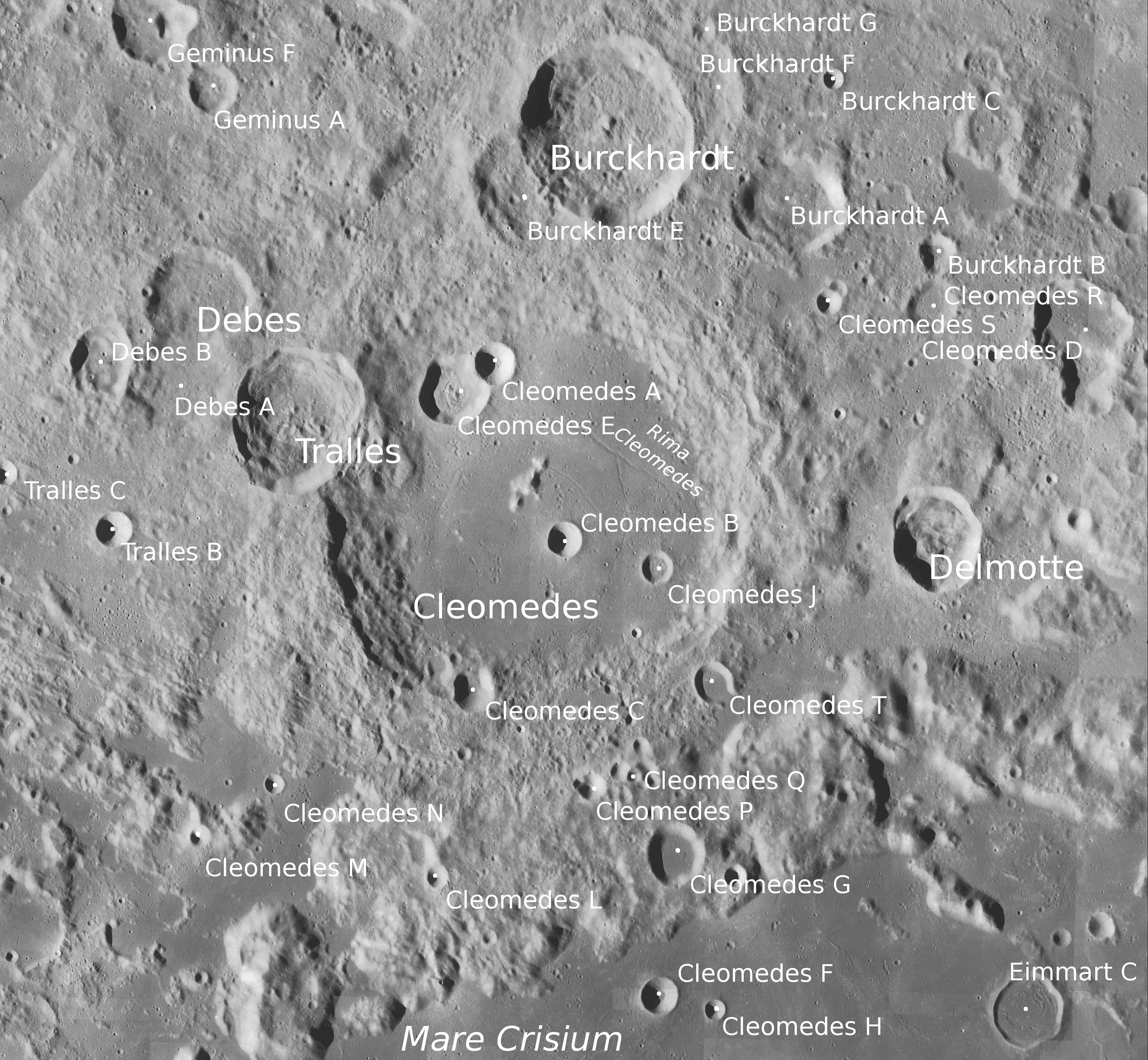
Kráter Cleomedes a okolí.

Cleomedes je velký impaktní kráter nacházející se poblíž severozápadního okraje Mare Crisium (Moře nepokojů) na přivrácené straně Měsíce. Má průměr 126 km, pojmenován je podle řeckého astronoma Kleoméda. Uvnitř něj se nachází několik menších satelitních kráterů, nejvýraznější z nich u severozápadního okrajového valu (E a A). Dno je relativně ploché s centrálním pahorkem ležícím severně od středu kráteru. V severovýchodní části lze najít brázdu Rima Cleomedes.
Severně leží kráter Burckhardt, východně Delmotte a severozápadního okrajového valu se dotýká Tralles.

## Satelitní krátery
V okolí kráteru se nachází několik menších kráterů. Ty byly označeny podle zavedených zvyklostí jménem hlavního kráteru a velkým písmenem abecedy.
| Cleomedes | Sel. šířka | Sel. délka | Průměr |
| --------- | ---------- | ---------- | ------ |
| A         | 28.9° S    | 55.0° E    | 12 km  |
| B         | 27.2° S    | 55.9° E    | 11 km  |
| C         | 25.7° S    | 54.9° E    | 14 km  |
| D         | 29.3° S    | 61.9° V    | 25 km  |
| E         | 28.6° S    | 54.4° V    | 21 km  |
| F         | 22.6° S    | 56.9° V    | 12 km  |
| G         | 24.0° S    | 57.3° V    | 20 km  |
| H         | 22.4° S    | 57.6° V    | 6 km   |
| J         | 26.9° S    | 56.8° V    | 10 km  |
| L         | 23.8° S    | 54.4° V    | 7 km   |
| M         | 24.2° S    | 51.6° V    | 6 km   |
| N         | 24.8° S    | 52.5° V    | 6 km   |
| P         | 24.8° S    | 56.4° V    | 9 km   |
| Q         | 24.9° S    | 56.9° V    | 4 km   |
| R         | 29.5° S    | 60.2° V    | 15 km  |
| S         | 29.5° S    | 59.0° V    | 8 km   |
| T         | 25.8° S    | 57.7° V    | 11 km  |